# Бомбель, Артур Генрихович
Артур Генрихович Бомбель (бел. Артур Генрыхавіч Бомбель; 14 декабря 1992, Гродно) — белорусский футболист, нападающий.

## Карьера

### Клубная
Воспитанник гродненского футбола, в 2011 году дебютировал за основной состав «Неман». В сезоне 2013 стал чаще появляться на поле, хотя обычно только выходил на замену.
В апреле 2014 году был отдан в аренду «Лиде». В июле 2014 году гродненский клуб досрочно вернул Артура в свои ряды. В составе «Немана» продолжил играть за дубль, иногда появляясь на поле в основной команде.
Сезон 2015 начал в качестве основного нападающего гродненцев. В матче первого тура чемпионата (11 апреля против минского «Динамо») забил свой первый гол в Высшей лиге (1:1).
В январе 2016 года продлил контракт с «Неманом». В сезоне 2016 уже прочно выступал основным нападающим гродненского клуба. В феврале 2017 года подписал новый контракт с гродненцами. В сезоне 2017 провел лишь 5 матчей за основную команду в чемпионате, выступая преимущественно за дубль (20 матчей, 11 голов). По окончании сезона покинул гродненскую команду.
В феврале 2018 года присоединился к «Лиде». В составе команды стал чередовать выходы в стартовом составе и на замену, а в августе 2018 года он получил травму, из-за которой выбыл до конца сезона. В марте 2019 года покинул лидский клуб.

### Международная
Выступал за юношескую сборную Беларуси (до 19 лет) и молодёжную сборную Беларуси (до 21 лет).

## Статистика
| Сезон    | Дивизион | Клуб           | Страна                    | Матчи | Голы |
| -------- | -------- | -------------- | ------------------------- | ----- | ---- |
| 2007     | дубль    | Неман (Гродно) | Флаг Беларуси (1995—2012) | 1     | 0    |
| 2008     | дубль    | Неман (Гродно) | Флаг Беларуси (1995—2012) | 16    | 0    |
| 2009     | дубль    | Неман (Гродно) | Флаг Беларуси (1995—2012) | 25    | 4    |
| 2010     | дубль    | Неман (Гродно) | Флаг Беларуси (1995—2012) | 27    | 8    |
| 2011     | Д1       | Неман (Гродно) | Флаг Беларуси (1995—2012) | 2     | 0    |
| 2012     | Д1       | Неман (Гродно) | Флаг Беларуси             | 7     | 0    |
| 2013     | Д1       | Неман (Гродно) | Флаг Беларуси             | 19    | 0    |
| 2014 (1) | Д2       | Лида           | Флаг Беларуси             | 14    | 2    |
| 2014 (2) | Д1       | Неман (Гродно) | Флаг Беларуси             | 6     | 0    |
| 2015     | Д1       | Неман (Гродно) | Флаг Беларуси             | 19    | 3    |
| 2016     | Д1       | Неман (Гродно) | Флаг Беларуси             | 24    | 3    |
| 2017     | Д1       | Неман (Гродно) | Флаг Беларуси             | 5     | 0    |
| 2018     | Д2       | Лида           | Флаг Беларуси             | 16    | 2    |